# محمد عذری بن عبدالغنی
محمد عذری بن عبدالغنی (انگلیسی: Azri Ghani؛ زادهٔ ۳۰ آوریل ۱۹۹۹) بازیکن فوتبال است.
وی همچنین در تیم‌های ملی فوتبال زیر ۱۹ و ۲۳ سال مالزی بازی کرده است.